# Howard Charles

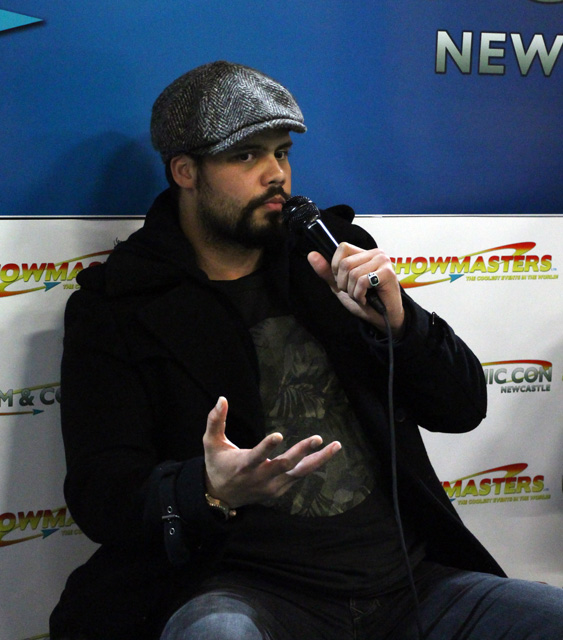
Howard Charles 2016

Howard Charles (* 6. September 1983) ist ein britischer Schauspieler. Bekannt wurde er durch die Figur des Porthos in der BBC-Serie The three Musketeers (2014).

## Leben
Howard Charles ist der Sohn englischer und jamaikanischer Eltern.
Er studierte von 2000 bis 2005 am Kingston-College in England. Später erhielt Leverhulme-Stipendium und besuchte er das Drama Centre London mit Abschluss des BTEC Level in Darstellender Kunst.
Nach seinem Abschluss begann Charles eine klassische Theaterkarriere und trat zunächst in Bühnenproduktionen von The Cherry Orchard und Enron im Chichester Festival Theatre auf. Er spielte in den Royal-Shakespeare-Company-Produktionen im Der Kaufmann von Venedig und Macbeth und auch in den Theatern Blackta und The Young Vic. Painting A Wall im Finborough Theatre, The Hounding of David Olwale spielte Charles in verschiedenen Theatern, darunter das Birmingham Repertory Theatre, Everyman Liverpool und Hackney Empire. Im Manchester Royal Exchange trat er in Three Sisters auf, beim Edinburgh Festival in The Local Stigmatic und in Paris spielte er im Centre Pompidou das Stück Les Jeudis.
Sein Fernsehdebüt gab Charles 2008 in der Retro-Sitcom Beautiful People und wurde zunächst nur in Nebenrollen eingesetzt. 2014 etablierte er sich als Porthos, einer der BBC-Serie Die Musketiere, die auf den von Alexandre Dumas kreierten Charakteren basiert. Es folgten weitere Serienrollen in The Quest – Die Serie, The Widow und The Red Line.
Im Dezember 2015 war er in einen schweren Motorradunfall verwickelt. Glücklicherweise erholte er sich vollständig und setzte seine Karriere Ende 2016 fort.

## Filmografie
- 2008: Beautiful People – How I Got My Tongs
- 2011: Sound
- 2012: Black Forest
- 2012: Switch
- 2013: &Me
- 2014–2016: Die Musketiere (30 Episoden)
- 2015: Need for Speed (Stimme)
- 2017: The Quest – Die Serie – And the Bleeding Crown
- 2018: Monster Party
- 2019: The Widow
- 2019: The Red Line
- 2020: Alex Rider (Fernsehserie, 4 Folgen)
- 2021: Shadow and Bone – Legenden der Grisha (5 Episoden)
- 2022: Top Boy (Fernsehserie, 7 Folgen)
- 2025: Cleaner